# An Hòa Thịnh
An Hòa Thịnh là một xã thuộc huyện Hương Sơn, tỉnh Hà Tĩnh, Việt Nam.

## Địa lý
Xã An Hòa Thịnh nằm ở phía đông huyện Hương Sơn, có vị trí địa lý:
- Phía đông giáp tỉnh Nghệ An
- Phía tây giáp xã Sơn Lễ
- Phía nam giáp các xã Sơn Châu, Sơn Ninh, Tân Mỹ Hà
- Phía bắc giáp xã Sơn Tiến.

Xã An Hòa Thịnh có diện tích 14,04 km², dân số năm 2018 là 6.233 người, mật độ dân số đạt 444 người/km².

## Lịch sử
Ngày 13 tháng 12 năm 2018, HĐND tỉnh Hà Tĩnh ban hành Nghị quyết số 126/NQ-HĐND về việc thành lập thôn Sâm Cồn trên cơ sở Thôn Sâm và Thôn Cồn.
Trước khi sáp nhập, xã Sơn An có diện tích 4,30 km², dân số là 1.996 người, mật độ dân số đạt 464 người/km². Xã Sơn Hòa có diện tích 3,86 km², dân số là 2.057 người, mật độ dân số đạt 533 người/km². Xã Sơn Thịnh có diện tích 5,88 km², dân số là 2.180 người, mật độ dân số đạt 371 người/km².
Ngày 21 tháng 11 năm 2019, Ủy ban Thường vụ Quốc hội ban hành Nghị quyết số 819/NQ-UBTVQH14 về việc sắp xếp các đơn vị hành chính cấp xã thuộc tỉnh Hà Tĩnh (nghị quyết có hiệu lực từ ngày 1 tháng 1 năm 2020). Theo đó, sáp nhập toàn bộ diện tích và dân số của ba xã Sơn An, Sơn Hòa và Sơn Thịnh thành xã An Hòa Thịnh.